# Ion Șuța
Ion Șuța (n. 24 iulie 1919, comuna Percosova, județul Timiș – d. 27 septembrie 2007) a fost un general român, care a îndeplinit funcția de prim-locțiitor al șefului Marelui Stat Major al Armatei Române (1975-1983).

## Biografie
Ion Șuța s-a născut la data de 24 iulie 1919, în comuna Percosova (județul Timiș). După absolvirea liceului la Timișoara, a urmat cursurile Școlii de Ofițeri de Infanterie (1941-1943), fiind repartizat în calitate de comandant de pluton în Regimentul 5 Vânători. Încă din primii ani ai carierei i-a fost dat să trăiască dramatica experiență a războiului din est, fiind luat prizonier pe front de către sovietici la acea dată aliații Armatei Române (septembrie 1944).
După venirea din prizonierat, a fost reintegrat ca ofițer în Armată. A fost comandant de companie (aprilie 1945), de batalion și șef birou operații în cadrul Regimentului 6 Infanterie voluntari (1948). A studiat la Academia Militară Generală - Facultatea de Arme Întrunite (1948-1950) și apoi la Facultatea de Științe Juridice a Universității București (1958-1962).
Ion Șuța a desfășurat o îndelungată carieră militară, îndeplinind importante funcții de comandă și stat major. După absolvirea Academiei Militare, a fost șef al Secției Operații a Regiunilor 3 Militară (1950-1953) și a 2-a Militară (1953-1957). A devenit apoi cadru didactic la Academia Militară din București, îndeplinind succesiv funcțiile de șef al Secției de cercetare științifică, profesor, locțiitor și șef al Catedrei de Tactică generală, șef de Facultate (iunie 1957) și locțiitor al comandantului pentru învățământul tactic-operativ (1960-1969). În anul 1967 deținea deja gradul de general-maior (cu o stea).
De asemenea, a îndeplinit și funcții pe linie operativă, în calitatea de șef de stat major al Comandamentului Infanteriei și Tancurilor (octombrie 1969 - octombrie 1975), precum și în aceea de prim-locțiitor al șefului Marelui Stat Major și șef al Direcției Operații (octombrie 1975 - 1983). A fost înaintat la gradul de general-locotenent (cu 2 stele) la 19 august 1974 și trecut în rezervă în 1983.
La data de 4 ianuarie 1990, generalul-locotenent (cu două stele) în rezervă Ion Șuța a fost rechemat în activitate. Primlocțiitor al șefului M.St.M. (4 - 15 ianuarie 1990) . A îndeplinit apoi funcția de șef de stat major și înlocuitor al comandantului (ianuarie - februarie 1990) și comandant al Academiei de Înalte Studii Militare din București (11 - 20 februarie 1990), fiind trecut în rezervă la 22 februarie 1990 .
A fost înaintat la gradul de general-colonel (cu 3 stele) în retragere la data de 21 octombrie 1994 .
Generalul de corp de armată (r) Ion Șuța a încetat din viață la data de 27 septembrie 2007, fiind înhumat cu onoruri militare la 29 septembrie 2007.

## Lucrări publicate
Generalul Șuța a desfășurat și o prodigioasă activitate științifică și publicistică, îndeosebi în revista "Probleme
de Artă militară", precum și ca autor al unor valoroase lucrări, dintre care amintim: 
- Revoluția tehnico-științifică și aplicarea ei în domeniul militar
- Elemente de tactică (Ed. Militară, București, 1972)
- Conducerea trupelor în războiul de apărare a patriei
- România, la cumpăna istoriei. August 1944
- Istoria infanteriei române și altele.